# Texel
Texel este o comună în provincia Olanda de Nord, Țările de Jos. Comuna ocupă în întregime insula omonimă din arhipelagul insulelor frizone din marea Nordului.

## Localități componente
De Cocksdorp, De Koog, De Waal, Den Burg, Den Hoorn, Oosterend, Oudeschild.